# فيوميا
فيوميا (باللاتينية: Phiomia) هو جنس منقرض ينتمي إلى فيليات (رتبة: Proboscidea)، عاش في شمال أفريقيا في عصر الإيوسين المتاخر وبداية الأوليجوسين .

## معرض صور

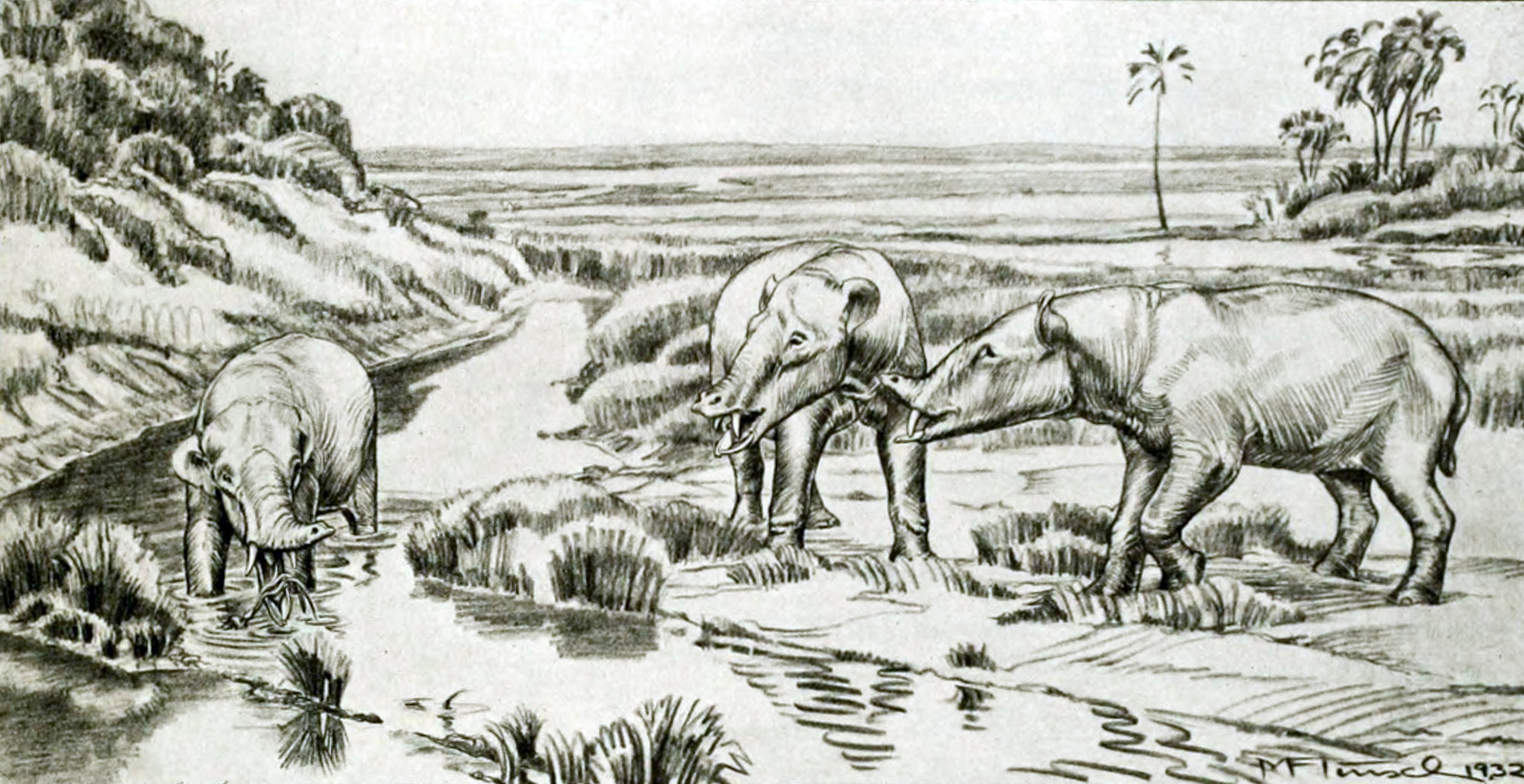
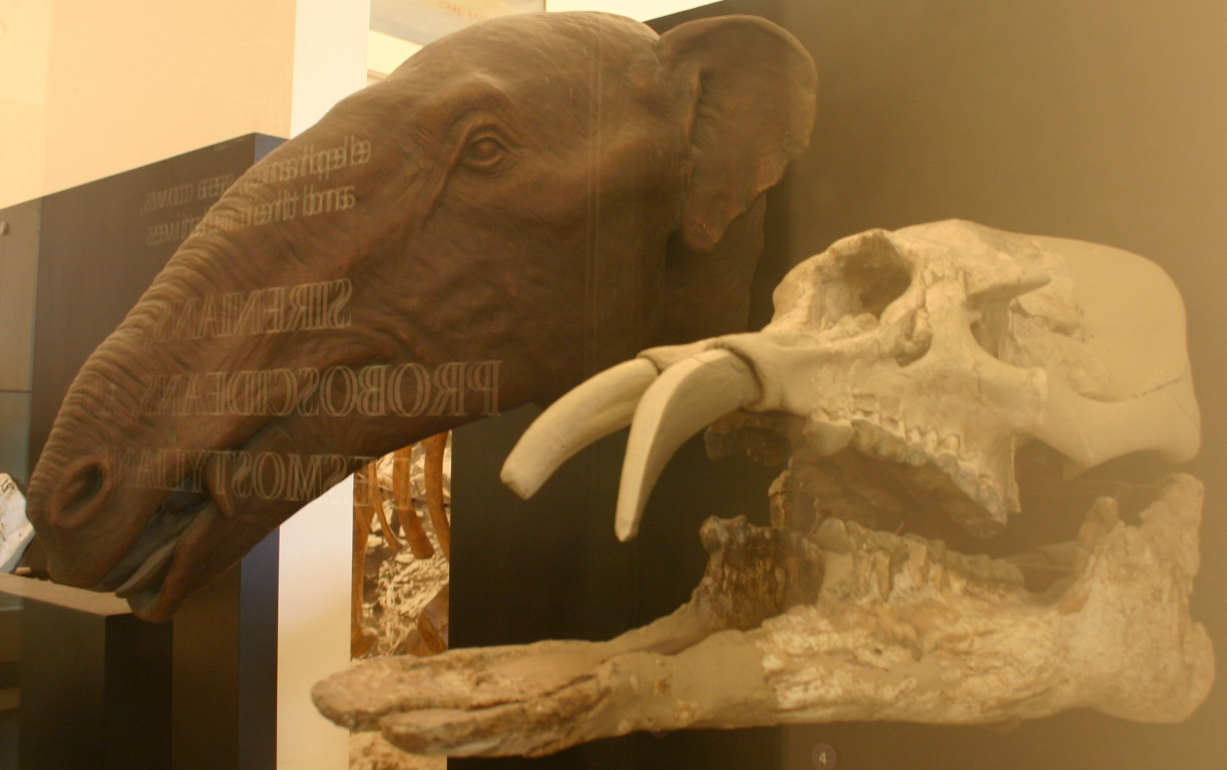
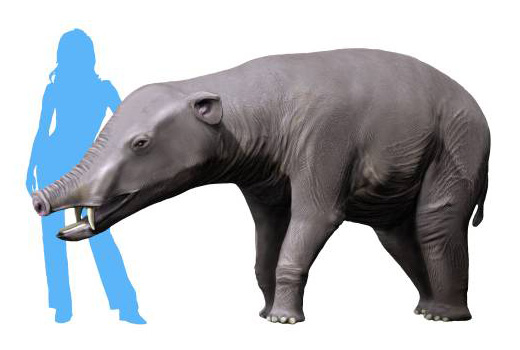